# 마이클 올룽가
마이클 올룽가 오가다(스와힐리어: Michael Olunga Ogada, 1994년 3월 26일 ~ )는 카타르 스타스 리그의 알두하일 SC에서 공격수로 활약하고 있는 케냐의 축구 선수로 일본 J2리그의 가시와 레이솔에서 뛰던 2019년 11월 24일 교토 상가전에서 8골을 터뜨리며 역대 J리그 한 경기 최다골 기록을 경신했으며 현재 케냐 축구 국가대표팀의 주장이자 에이스로도 활약하고 있다.

## 구단 경력

### 클럽
2012년 리버티 스포츠 아카데미에서 데뷔한 후 2013년 터스커 FC로 임대 이적 후 케냐 슈퍼컵 우승, KPL 탑8컵 우승을 맛보았고 2014년 티카 유나이티드 소속으로 케냐 프리미어리그 우승, 2015년 고르 마히아 소속으로 리그 우승, 2015년 케냐 슈퍼컵 우승, KPL 탑8컵 우승 등의 성과를 거두었다.
그리고 2016년 스웨덴 알스벤스칸의 유르고르덴 IF 소속으로 28경기 12골의 활약을 펼치며 리그 7위의 성적을 이끌었고 2017년 중국 슈퍼리그의 구이저우 FC 소속으로 9경기 2골을 기록했으며 그 후 스페인 라리가의 지로나 FC에서 17경기 3골을 기록했다.
이후 2018 시즌을 앞두고 일본 J리그의 가시와 레이솔로 이적하여 2020 시즌까지 78경기 61골을 터뜨리며 J2리그 2019 우승을 맛보았고 이듬해에는 2000년대 이후 팀의 주전 스트라이커들이 주로 다는 14번으로 교체한 뒤  리그 32경기 28골이라는 폭발적인 득점력을 과시하며 리그 득점왕, 리그 최우수선수상, 리그 베스트 11까지 모두 휩쓰는 기염을 토했다.
그 후 2021년 1월 약 82억원의 이적료에 카타르 스타스 리그의 강호 알두하일 SC로 이적하여 현재까지 리그를 포함해 89경기 90골을 폭발시키며 2회 연속 리그 준우승(2020-21, 2021-22), 2022-23 시즌 리그 우승, 2021년 카타르 크라운 프린스컵 준우승, 2021년 카타르 에미르컵 4강, 2021년 카타르컵 준우승, 2022년 카타르 에미르컵 우승, 2023년 카타르컵 우승, 2022-23 시즌 카타르 스타스컵 우승 등의 성과를 남겼는데 2021-22 시즌부터는 가시와 레이솔 시절과 마찬가지로 2000년대 이후 팀의 주전 스트라이커들이 주로 다는  14번으로 등번호를 교체했다.

### 국가대표팀
2015년 3월 28일 세이셸과의 친선 경기를 통해 국제 A매치 데뷔전을 치른 뒤 같은 해 6월 7일 남수단과의 친선 경기에서 A매치 데뷔골을 신고했으며 이후 2015년 세카파컵에서는 2골을 터뜨리면서 팀의 8강 진출을 이끌었다.
그 뒤 탄자니아와의 2019년 아프리카 네이션스컵 본선 C조 조별리그 2차전에서도 멀티골을 기록하면서 2004년 대회 이후 15년만에 팀의 아프리카 네이션스컵 통산 2번째 승리를 안겼고 2022년 FIFA 월드컵 아프리카 지역 2차 예선에서도 3골을 터뜨리며 팀의 5회 연속 월드컵 아프리카 지역 예선 승리를 안겨다 주기도 했다.

## 수상 내역

### 클럽
터스커 FC
- 케냐 슈퍼컵 : 우승 (2013)
- KPL 탑8컵 : 우승 (2013)

티카 유나이티드
- 케냐 프리미어리그 : 우승 (2014)

고르 마히아
- 케냐 프리미어리그 : 우승 (2015)
- 케냐 슈퍼컵 : 우승 (2015)
- KPL 탑8컵 : 우승 (2015)
- 카가메 인터클럽컵 : 준우승 (2015)

 가시와 레이솔
- J2리그 : 우승 (2019)
- J리그컵 : 준우승 (2020), 4강 (2018)

 알두하일 SC
- 카타르 스타스 리그 : 우승 (2022-23), 준우승 (2020-21, 2021-22)
- 카타르 에미르컵 : 우승 (2022), 4강 (2021)
- 카타르 크라운 프린스컵 : 준우승 (2021)
- 카타르컵 : 우승 (2023), 준우승 (2021)
- 카타르 스타스컵 : 우승 (2022-23, 2024-25)
- AFC 챔피언스리그 엘리트 : 4강 (2022)

### 개인
- 케냐 프리미어리그 올해의 선수 : 2015
- J1리그 득점왕 : 2020 (28골)
- J1리그 최우수선수 : 2020
- J1리그 베스트 11 : 2020
- 가장 뛰어난 케냐 선수 : 2021
- AFC 챔피언스리그 엘리트 득점왕 : 2021 (9골)

## 통계
| 케냐 | 케냐 | 케냐 |
| 연도 | 출전 | 골   |
| ---- | ---- | ---- |
| 2015 | 13   | 6    |
| 2016 | 8    | 1    |
| 2017 | 5    | 5    |
| 2018 | 5    | 2    |
| 합계 | 31   | 14   |